# Dalmau IV de Queralt
Lluís de Queralt i d’Alagó, des del 7 de setembre de 1641 autoproclamat Dalmau de Queralt i d'Alagó (30 de juliol de 1623, Santa Coloma de Queralt – 1689), va ser comte de Santa Coloma, marquès de Ponts i d’Albolote i senyor de Los Villares, Valdepeñas, Guadahortuña, Cazalilla i altres. Fill de Dalmau de Queralt i Codina, comte de Santa Coloma i virrei de Catalunya entre 1638 i 1640, i la noble sarda Joana d’Alagó i de Requesens.
El 1635 és nomenat cavaller de l’ordre de Santiago. L'estiu de 1639 ja es trobava promès amb Maria Magdalena de Montcada, germana del marquès d’Aitona. En aquestes dates, rep educació de Jaume Magre Tolrà, mestrescola de la Universitat de Lleida i capellà de Felip IV, amb qui compartirà estada a Santa Coloma de Queralt fins al gener de 1640.
Lluís acompanya el seu pare durant la jornada del Corpus de Sang. Arran de la mort del virrei, es veu obligat a exiliar-se a la cort castellana. A Madrid, on arriba el 10 de juliol, s'allotja a la casa de Guillem Ramon de Montcada, marquès d’Aitona. El 7 de novembre de 1640 rep el títol honorífic de grande per part de Felip IV, en una cerimònia en la qual adopta el nom de Dalmau. Segons una carta del jesuïta Sebastián González, el monarca li concedeix immediatament els marquesats d’un poble d’Andalusia i un altre de Catalunya. Unes prerrogatives que no s'executen immediatament: el 20 de maig de 1643 s'apodera del marquesat d’Albolote i el 27 de setembre de 1648 el de Ponts. Prèviament, l'estiu de 1642, la Diputació del General confisca els béns que posseïa sobre el comtat de Santa Coloma de Queralt.
El primer de setembre de 1643, Felip IV i la reina Isabel sancionen el casament entre Lluís i Maria Magdalena de Montcada. No es fixa data pel casori, atès que els contraents no tenien l'edat legal, i no es té constància documentada que el matrimoni s'arribés a executar.
La salut mental de Lluís ja es trobava malmesa el 1648. En una data desconeguda d’aquest any, entra com a novici al monestir cistercenc de Santa Maria La Real d’Oseira, a Galícia, on adopta el nom de fray Jacinto de San Bernardo. Abandona temporalment el monestir la primavera de 1649, en conèixer la notícia que la Reial Audiència de Catalunya reconeixia el comtat de Santa Coloma a la seva germana Maria, monja del monestir de les Jonqueres. Lluís realitza gestions, infructuoses, per aconseguir que Maria es desplaci a Madrid i, en paral·lel, evitar que es casi amb cap autoritat francesa.
No es tenen notícies documentals de Lluís de Queralt en els anys 1650 i 1651. El 23 d’agost de 1652, s'encomana al cavaller Pedro de Valda que el retorni de Madrid a Catalunya. Aquest el trasllada fins a València, on el recull el canonge Josep Ninot, qui el farà arribar a Santa Coloma de Queralt el 26 de juny de 1653. Atesa la salut mental de Lluís, Felip IV ordena que se’l deslliuri de les responsabilitats que hauria d’exercir com a comte.
Fins a la seva mort, produïda el gener de 1689, el comtat de Santa Coloma tindrà quatre governadors: Joan de Reart, Joan de Marimon, Fèlix (o Feliu) de Marimon i Ramon de Belart. Lluís va ser enterrat al convent de la Mercè de Barcelona, on reposaven les despulles del seu pare.